# Goomba
Goombas (/ ˈɡuːmbə /), conhecido no Japão como Kuribo (クリボ ー, Kuribō, [kɯ.ɾi.boː]), são uma espécie fictícia semelhante a um cogumelo da franquia Mario da Nintendo. Eles apareceram pela primeira vez no videogame Super Mario Bros. para NES, como os primeiros inimigos que os jogadores encontram. Eles apareceram fora dos videogames, inclusive no cinema, na televisão e em outras mídias. Eles são geralmente marrons e são mais comumente vistos andando sem rumo, muitas vezes como um obstáculo, em videogames. Eles foram incluídos no final do desenvolvimento de Super Mario Bros. como um inimigo simples e fácil de derrotar.
A espécie é considerada um dos elementos mais icônicos da série Super Mario, aparecendo em quase todos os jogos da série; e é frequentemente classificada entre os inimigos mais famosos dos videogames.

## Conceito e criação

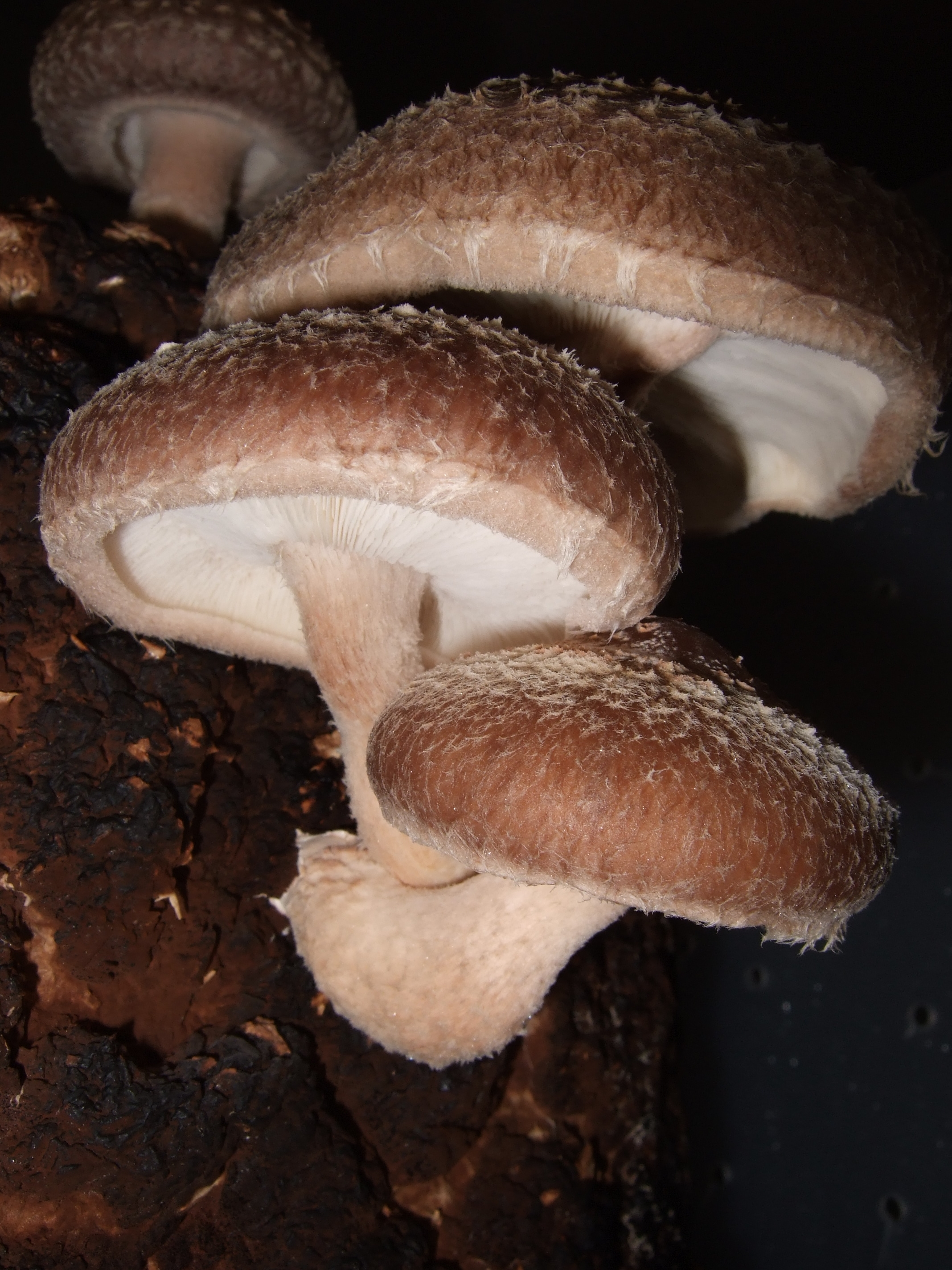
Um shiitake, no qual o Goomba é baseado. O píleo e estipe do shiitake compartilham cores semelhantes às do Goomba

Goombas foram introduzidos no videogame Super Mario Bros., e foram o último inimigo adicionado ao jogo depois que os testadores de jogo afirmaram que o Koopa Troopa era muito complicado como inimigo. Como resultado, os designers decidiram introduzir o Goomba como um inimigo básico. No entanto, eles tiveram muito pouco espaço no jogo. Eles usaram uma única imagem duas vezes para transmitir a noção de que os Goombas estão andando, virando-o para frente e para trás, fazendo com que pareça torto enquanto caminha e dando a aparência de um trote. A semelhança do Goomba com o Super Mushroom forçou os designers a mudar a mecânica e a aparência do Super Mushroom. Eles usaram a habilidade do Goomba de ser atacado e derrotado para ensinar os jogadores a lidar com os inimigos e a não temer o Super Cogumelo.
Goombas se assemelham a shiitake, com sobrancelhas espessas e um par de dentes semelhantes a presas brotando de sua mandíbula inferior (semelhante a um buldogue). Eles também parecem ter pés parecidos com sapatos saindo de seus talos.
A arte conceitual inicial do filme Super Mario Bros. mostrou que o design dos Goombas foi originalmente planejado para Koopa Troopas, outro tipo de inimigo do Mario . Uma empresa separada dos principais departamentos de maquiagem projetou os Goombas do filme.

### Nome
O nome Goomba é derivado de " Goombah "  (do siciliano cumpà que se traduz em "companheiro" ou "companheiro") que se refere a um homem ítalo-americano . Além disso, em húngaro gomba significa "cogumelo". No Japão, os Goombas são chamados de "Kuribō", que pode ser traduzido como "pessoa castanha".

### Aparições

Um Goomba como visto em Super Mario Bros. Sua adição tardia ao jogo resultou em sua animação simples

Goombas estreou em Super Mario Bros., descrito no manual como Little Goomba, e reapareceu em quase todos os jogos posteriores da série. Nos jogos 2D, eles andam sem rumo em linha reta, virando apenas nas paredes. Eles podem ser derrotados pulando sobre eles, o que os achata. Em Super Mario 64, e em todas as suas aparições de Mario 3D, eles perseguirão Mario quando ele estiver próximo (em vez de apenas caminhar sem rumo). Em Super Mario Sunshine, Goombas não estão presentes, mas um inimigo chamado Strollin' Stu  é descrito em The Perfect Guide of Super Mario Sunshine como as "versões da Ilha Delfino de Goombas".
Várias variações do Goomba apareceram. Existem versões maiores chamadas Grand Goombas , (também chamadas de Giant Goombas, Big Goombas  ou Mega Goombas) e versões menores chamadas Micro-Goombas  (ou Mini Goombas  ). Em um nível de Super Mario Bros. 3, Goombas pode ser visto usando um sapato chamado "Goomba's Shoe". Super Mario World substitui o Goomba normal por uma variação mais redonda, mais tarde chamada de Galoombas  . Super Mario Land apresenta um tipo de Goomba chamado Goombo (também chamado de Chibibo  ), e sua sequência tem uma variação de mortos-vivos conhecida como Terekuribo , bem como uma variação usando um capacete de mergulho conhecido como Aqua Kuribo  . Outras variações incluem Jack O'Goombas  (visto pela primeira vez em Super Mario Galaxy ), Bone Goombas  (visto pela primeira vez em New Super Mario Bros. 2 ), Tail Goombas  (visto pela primeira vez em Super Mario 3D Land ), Goombrats  (visto pela primeira vez em New Super Mario Bros. U ), Cat Goombas  (visto pela primeira vez em Super Mario 3D World ) e Goombuds  (visto pela primeira vez em Super Mario Maker 2 ). Alguns jogos também apresentam pilhas de Goombas chamadas Goomba Towers  . Um goomba gigante chamado Mega Goomba aparece como chefe em New Super Mario Bros. . Em Super Mario Odyssey, os Goombas usam chapéus que dependem do reino em que estão. Eles podem ser capturados, o que lhes permite formar Torres Goomba.
Goombas aparecem em cada um dos jogos de RPG do Mario . Super Mario RPG apresenta os primeiros Goombas não hostis, enquanto o jogo seguinte Paper Mario apresenta uma vila Goomba e um personagem jogável Paper Goomba  chamado Goombario. A série também teve seu quinhão de variações de Goomba, como Spiked Goombas , Dark Goombas  e Hyper Goombas  . Um segundo Paper Goomba jogável é introduzido em The Thousand-Year Door, chamado Goombella. Goombas também aparecem nos seis títulos Mario & Luigi : Superstar Saga, Partners in Time, Bowser's Inside Story e Dream Team . Os Goombas encontram suas contrapartes de papel, Paper Goombas, em um jogo crossover entre Paper Mario e Mario & Luigi, Mario & Luigi: Paper Jam . Bowser's Inside Story apresenta células em forma de Goomba que pensam que Mario e companhia são vírus, e fora do corpo de Bowser, eles são usados em um dos ataques especiais de Bowser. Em Mario & Luigi: Superstar Saga + Bowser's Minions, um Goomba assume o papel de capitão para liderar suas tropas e lutar para salvar Bowser de Fawful . Goombas apareceram em vários outros títulos derivados dentro e fora da série Mario, incluindo o segundo, terceiro, quarto e quinto títulos da série Super Smash Bros., Super Smash Bros. Corpo a corpo, Super Smash Bros. Brawl, Super Smash Bros. para Nintendo 3DS e Wii U e Super Smash Bros. Ultimate . Eles têm uma aparência jogável em videogames de beisebol Mario, como Mario Superstar Baseball e Mario Super Sluggers, bem como no jogo recente da série Mario Party, Super Mario Party . Goombas também são obstáculos em vários cursos de Mario Kart .

### Em outras mídias
No desenho animado da televisão de 1989, The Super Mario Bros. Super Espetáculo!, Goombas são soldados leais do exército do rei Koopa . A aparência geral do Goomba lembra as encontradas nos videogames Mario. Em vários dos episódios, os Goombas aparecem como zumbis, piratas, ou outras variações temáticas de acordo com a trama. Quando o show se transformou em The Adventures of Super Mario Bros. 3, eles continuaram seu trabalho como soldados no exército Koopa em alguns episódios. No entanto, o desenho animado Super Mario World os apresentou apenas duas vezes. Goombas foram incluídos em um show Ice Capades com personagens da série Mario .
No filme de ação ao vivo de Super Mario Bros., Goombas eram originalmente habitantes de Dinohattan que se opunham ao governo tirânico do presidente Koopa e foram devolvidos como punição por essa deslealdade. No filme, ao evoluir, essas pessoas se tornaram Goombas, que eram grandes monstros reptilianos (em oposição à aparência usual de cogumelo vista nos jogos) com corpos pesados e cabeças circulares desproporcionalmente pequenas, que usavam sobretudos.
Goombas aparecem como inimigos em The Legend of Zelda: Link's Awakening e seu remake nas passagens subterrâneas de rolagem lateral ao longo do jogo, e também na sétima masmorra, Eagle's Tower. Eles podem ser derrotados golpeando-os com uma espada ou pulando em cima deles com Roc's Feather.
Um Goomba também pode ser visto como um ovo de páscoa em "Basic Run" no Wii Fit Plus .
Múltiplas variações aparecem em todos os jogos da série Super Smash Bros., aparecendo como elementos de fundo ou inimigos regulares.

## Recepção e promoção
O Goomba tornou-se um ícone da série Mario, tanto em sua aparência quanto no conceito de "pisar neles", muitas vezes referenciado como um dos elementos-chave do Super Mario Bros.  O Goomba apareceu em várias mercadorias, incluindo um brinquedo Happy Meal como parte de uma promoção de Super Mario Bros. 3 da Nintendo e do McDonald's . Um Goomba de pelúcia que toca o ruído de "derrota" do Goomba, bem como a música Game Over em certos pontos também foi lançado. O editor do IGN, Craig Harris, descreveu o Goomba como um "nome familiar" junto com Koopa Paratroopas e King Koopa . O músico e crítico de videogames Tommy Tallarico comentou que muitos novos convertidos aos jogos "nunca fizeram Super Mario beijar um Goomba". Em uma crítica à narrativa de videogame, o editor do Gamasutra, Daniel Cook, referiu-se aos Goombas como cogumelos, mas também que era um fato menos importante do que eles serem atarracados, em escala com o mundo e capazes de serem esmagados. Em um artigo discutindo a felicidade nos videogames, o editor do Gamasutra, Lorenzo Wang, listou o som que o Goomba faz quando é esmagado como um de seus prazeres. O editor do IGN, Mark Birnhaum, elogiou os efeitos sonoros de Super Mario Bros., dando elogios semelhantes ao som do Goomba sendo pisado. Foi comparado ao inimigo Met da série Mega Man, chamando-os de "Goomba da série Mega Man". Em 2009, o editor do Crave Online, Joey Davidson, descreveu o Goomba como o "homem comum" da série, descrevendo-o como indefeso e de pouca ameaça, listando exceções como o gigante Goomba visto em Super Mario Galaxy . Um inimigo comum em Braid foi comparado ao Goomba, o editor da Gaming Age, Dustin Chadwell, chamando-o de "versão ligeiramente distorcida do Goomba". GameDaily listou Goomba como o quarto melhor inimigo de Mario, afirmando que todo jogador já encontrou um como Mario antes. Destructoid listou as mortes de Goombas como uma das seis coisas sinistras sobre Super Mario; dizendo que "estando ou não os Goombas trabalhando para Bowser, eles certamente não parecem assassinos, ou mesmo soldados. Eles andam sem rumo e se você tocá-los, você se machuca. Vale a pena matar?"  Nintendo Power os listou como um de seus sacos de pancadas favoritos, afirmando que embora seja difícil não se sentir mal por eles, ainda é satisfatório.
A versão cinematográfica de Super Mario Bros. live-action do Goomba recebeu uma recepção negativa. O editor do IGN, Jesse Schedeen, chamou Bowser e seus Goombas de a parte mais confusa do filme, comentando que seria difícil criar uma versão live-action do Goomba que se desviasse mais da versão original do que isso. Um artigo da Entertainment Weekly chamou o design de assustador, afirmando que sua "pele de espuma de látex teve que ser cozida por cinco horas a 200 graus para obter aquele adorável efeito reptiliano". O design facial do personagem Venom em Spider-Man 3 foi comparado às versões cinematográficas do Goomba por Crave Online, descrevendo o rosto de Venom como estúpido, curto e arredondado. Hal Hinson, do The Washington Post, chamou os Goombas de "grandes idiotas com cabecinhas de dinossauro encolhidas", mas também os chamou de "os melhores filmes pesados desde os macacos voadores em 'O Mágico de Oz '"  .